# Steinbruch Calcit

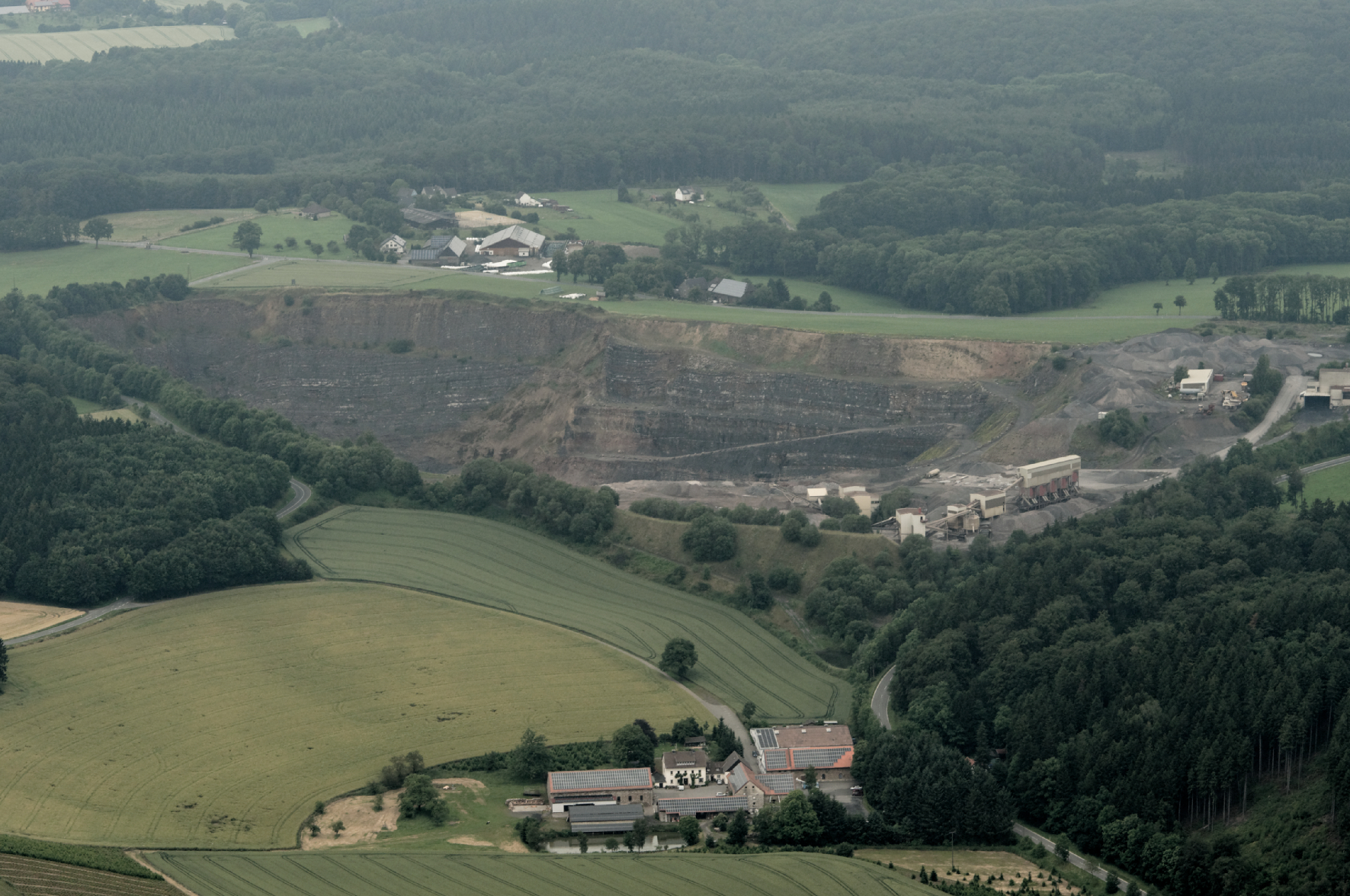
Steinbruch Calcit von Süden

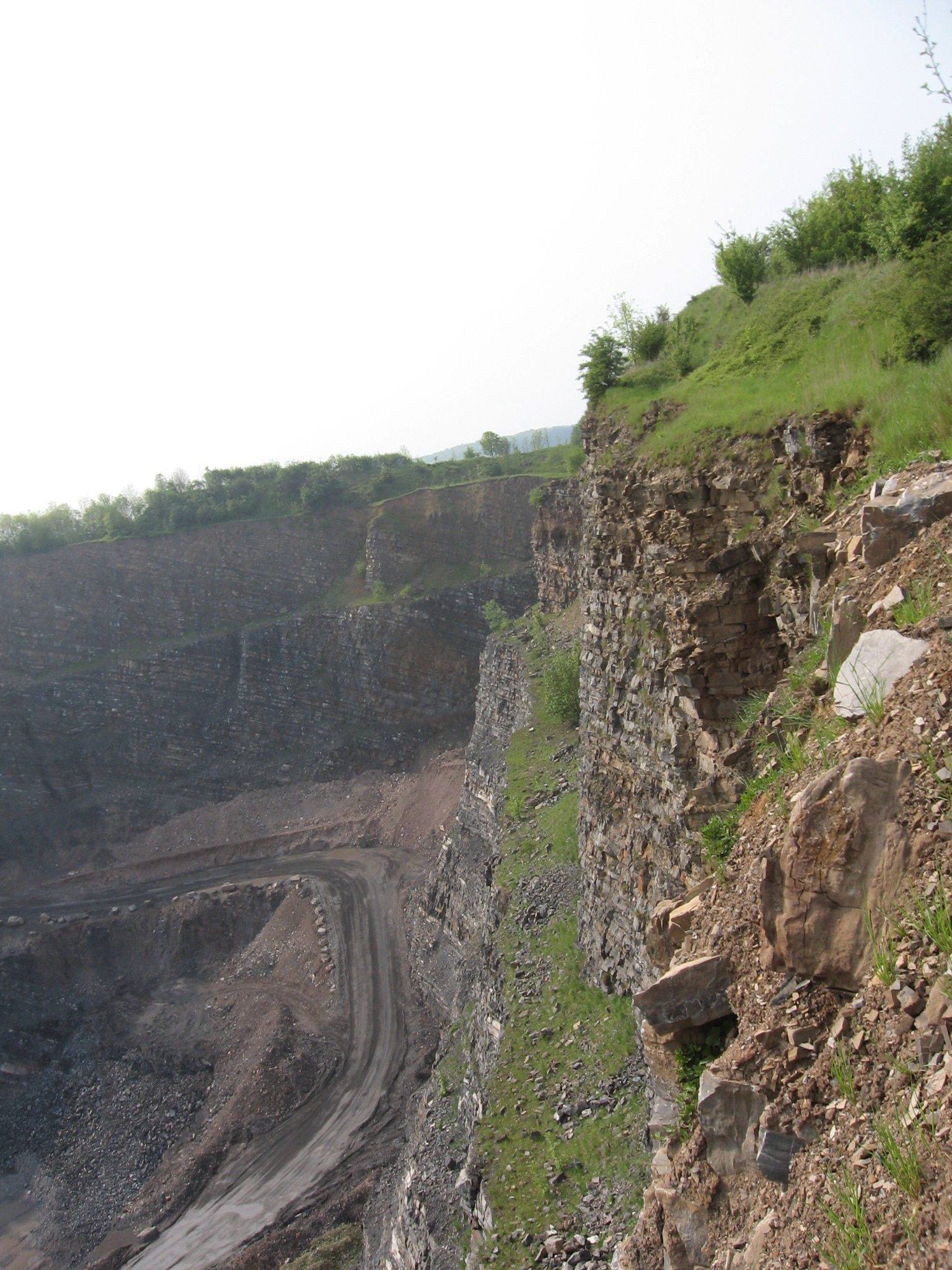
Nordostecke des Steinbruch Calcit, 2009

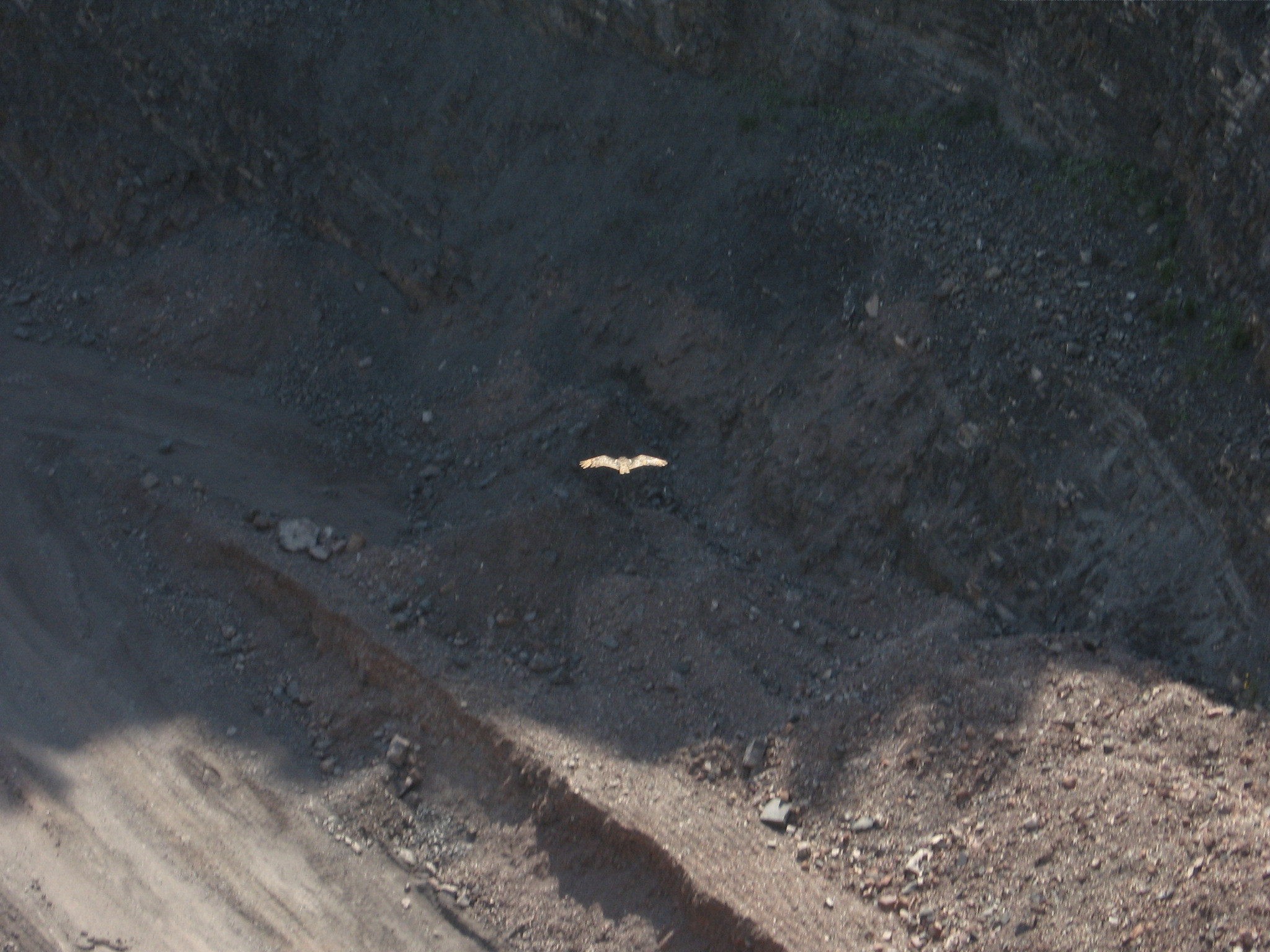
Fliegender Uhu im Steinbruch Calcit

Der Steinbruch Calcit ist ein aktiver Kalk-Steinbruch südsüdwestlich von Holzen und südlich vom Weiler Retringen im Stadtgebiet von Arnsberg. Der Bruch wird von der Calcit Edelsplitt Produktions GmbH & Co. KG seit 1960 betrieben. Die Firma gehört heute zu einem Konzern aus den Niederlanden. Westlich und östlich grenzt der Steinbruch an das Landschaftsschutzgebiet Arnsberg. Im Norden grenzt das Landschaftsschutzgebiet Retringen und im Süden das Landschaftsschutzgebiet Deinstrop-Klinksberg an.

## Nutzung zur Rohstoffgewinnung
Der Steinbruch dient zur Gewinnung von Edelsplitten aus Kulmplattenkalken, Kieselkalken und einer kieseligen Übergangslage zwischen der Viséum - Stufe des Mississippium, früher als Unterkarbon bezeichnet. Das Gestein des Bruches ist vor etwa 300 Millionen Jahren entstanden. Es werden Kalksteine und Kieselschiefer zur Schotter- und Splittgewinnung abgebaut. Der produzierte Schotter- und Splitt gegen an die Asphalt- und Betonindustrie, ferner an Straßen- und Wasserbaufirmen. Im Bruch wird bis zu 170 Meter tief das Gestein abgebaut.
Neben Calcit wurden im Bruch von auch Baryt, Pyrit und weitere Mineralien gefunden. In weiten Teilen des Steinbruches herrscht eine Rotfärbung der Gesteinsschichten durch Hämatit vor. Diese Rotfärbung hat wesentlich zur Färbung vieler Mineralien im Steinbruch beigetragen. Die mineralführenden Klüfte und Störzonen entstanden während der letzten tektonischen Bewegungen im Gebiet.

## Unfälle
Am 8. Oktober 2021 stürzte ein Muldenkipper fünf Meter einen Hang hinunter. Der Fahrer wurde in der Kabine eingeklemmt. Die Feuerwehr musste die Fahrerkabine zur Bergung aufschneiden. Vor diesem Unfall hatte es Jahrzehnte keinen schweren Unfall im Bruch gegeben.
Am 11. Juli 2023 stürzte ein Muldenkipper etwa 60 Meter ab. Der Fahrer wurde von Rettungskräften geborgen. Er verstarb noch im Steinbruch. Der eingetroffene Rettungshubschrauber Christoph Dortmund musste unverrichteter Dinge zurückfliegen.

## Erweiterung des Steinbruchs
Es läuft ein Verfahren zur Erweiterung des Steinbruchs um rund 16 Hektar, einige Hundert Meter nach Westen. Im geplanten Erweiterungsgebiet soll für 20 Jahre ein Windkraftanlage gebaut werden. Diese Fläche ist in der Regionalplanung bereits als Gesteinsabbaufläche festgesetzt. Eigentlich wollte man mit behördlicher Genehmigung weiter in Richtung der Landstraße 682 abbauen. Beim Abbau stellte sich heraus, dass dort eine 70 Meter dicke Lehmschicht liegt, welche nicht nutzbar ist. Für den geplanten westlichen Abbau muss die Kreisstraße 29 verlegt werden, so dass sie zukünftig nicht nördlich vom Bruch liegt, sondern südlich. Der Geschützte Landschaftsbestandteil Feldgehölz soll zerstört werden, aber an anderer Stelle eine Ersatzmaßnahme stattfinden. Zukünftig möchte man 750.000 Tonnen Gestein im Jahr abbauen und den Betrieb noch 34 Jahre fortführen. Nach Ende des Abbaus soll im Bruch ein bis zu 40 Meter tiefer See entstehen.
Am 4. Juni 2024 erteilte der Hochsauerlandkreis einen Planfeststellungsbeschluss für die Erweiterung in zwei Abbauphasen. Es darf bis zu 180 Meter tief das Gestein und weiter pro Jahr 750.000 Tonnen abgebaut werden. Im Erweiterungsgebiet sollen in 34 Jahren 26 Millionen Tonnen Gestein abgebaut werden. Der Abbau erfolgt laut Plan in zwei Abbauphasen. In den ersten 25 Jahren ist ein Abbau in nördliche Richtung geplant, dann soll in südlicher Richtung Gestein gewonnen werden. Dort soll dann, eine dortige Windkraftanlage, zurückgebaut werden. Für den Abbau muss Grundwasser abgepumpt werden um überhaupt Gestein in tieferen Lagen gewinnen zu können. Nach Ende des Abbaus wird das Abpumpen von Grundwasser eingestellt und der Steinbruch läuft mit Grundwasser voll. Es bildet sich im Bruch ein Restsee.